# Occidental Mindoro
Occidental Mindoro hay Tây Mindoro là một tỉnh của Philippines thuộc vùng MIMAROPA ở Luzon. Tiunhr là nơi cư trú của người Mangyan bản địa. Tỉnh lị là Mamburao. Đúng như tên gọi của mình, Occidental Mindoro ở nửa phía tây của hòn đảo Mindoro. Phía tây là Biển Đông và đảo Palawan ở phía tây nam qua Eo biển Mindoro, phía bắc qua biển là Batangas.

## Địa lý
Occidental Midoro về tổng thể có cả núi, đồi, sông, thung lũng và những đồng bằng rộng và một số hồ nước ngọt Những ngon núi cao nhất ở sâu trong nội địa và là ranh giới với tỉnh sónginh ở phía đông. Occidental Mindoro có hai mùa là mùa khô và mùa mưa, Mùa mưa bắt đầu vào cuối tháng 5 và kéo dài đến tháng 10. Mùa khô bắt đầu từ tháng 11, tháng 3 và tháng tư là khô hanh nhất, bầu trời quang đãng và nung nóng mặt đất.

## Lịch sử
Lịch sử của Occidental Mindoro có liên quan mất thiết đến lịch sử giao thương của hòn đảo Mindoro. Xưa kia, hòn đảo được gọi là Ma-i. Đảo chính thức được gọi là Mait và được các thương nhân người Hoa biến đến trước khi người Tây Ban Nha xuất hiện. Được đề cập đến biên niên sử của Trung Quốc vào năm 775 SCN và chi tiết hơn vào năm 1225. Đây là điểm thả neo chính của lộ trình thương mại Đông Nam Á thời kỳ tiền Philippines, các nhà buôn Ả Rập và Ấn Độ đã buôn bán với những người bản địa. Năm 1570, người Tây Ban Nha bắt đầu đô hộ hòn đảo và đặt tên đảo là"Mina de Oro"(mỏ vàng) sau khi họ tìm được một số kim lọa quý và thực tế là chưa từng tìm thấy vàng trên đảo.
Người dân bản địa Mindoro được người Tây Ban Nha gọi là Manguianes. Tuy nhiên những người bản địa tự coi mình thuộc về một sắc tộc hay thị tộc, Có 7 dân tộc hay thị tộc trên đảo và họ sinh sống, nói những thứ ngôn ngữ khác nhau. Người dân trên đảo không có các chiến binh, họ sống hòa bình và nhút nhát nhưng là những người bạn tốt.

## Nhân khẩu
Tổng dân số Occidental Mindoro là 380.250 người theo thống kê năm 2000, là tỉnh ít dân thứ 21 trong cả nước, mật độ dân số là 61 người/km². Các ngôn ngữ chính là tiếng Tagalog, tiếng Ilocano, tiếng Visaya và những ngôn ngữ khác trong đất nước. Occidental là một xã hội đa văn hóa, dân cư chủ yếu là người nhập cư từ các tỉnh khác.
Người dân bản địa được gọi là Mangyan (Manguianes trong tiếng Tây Ban Nha, Mañguines trong tiếng Tagalog cổ) với 7 bộ tộc riêng biệt. Họ sống sâu trong nội địa đặc biệt là vùng cao nguyên. Họ được cho là đến từ Indonesia và đã định cư tại đảo từ thời tiền sử. Ngày nay, họ chỉ có số lượng 80.000 trên cả hai phần của hòn đảo, nhưng không có số liệu chính xác về họ vì nhiều người vẫn còn lảng tráng những người ở vùng thấp.

## Hành chính
Tỉnh có 11 đô thị tự trị
| Đô thị tự trị | Đô thị tự trị | Số Barangay | Diện tích (km²) | Dân số (2000) | Mật độ (trên km²) | Xếp hạng (2004) |
| ------------- | ------------- | ----------- | --------------- | ------------- | ----------------- | --------------- |
|               | Abra de Ilog  | 9           | 533,70          | 22.212        | 41,6              | 4               |
|               | Calintaan     | 7           | 382,50          | 23.503        | 61,4              | 4               |
|               | Looc          | 9           | 90,40           | 9.132         | 101,0             | 5               |
|               | Lubang        | 16          | 250,06          | 22.896        | 91,6              | 4               |
|               | Magsaysay     | 12          | 296,70          | 28.740        | 96,9              | 4               |
|               | Mamburao      | 15          | 339,50          | 30.378        | 89,5              | 4               |
|               | Paluan        | 12          | 565,40          | 12.023        | 21,3              | 4               |
|               | Rizal         | 11          | 242,50          | 29.785        | 122,8             | 4               |
|               | Sablayan      | 27          | 2.188,80        | 63.685        | 29,1              | 1               |
|               | San Jose      | 38          | 551,93          | 111.009       | 201,1             | 1               |
|               | Santa Cruz    | 11          | 438,41          | 26.887        | 61,3              | 3               |